# Festival de Las Condes 2022
El Festival de Las Condes 2022 fue un evento musical que se realizó entre los días 21 y 22 de enero de 2022 en el Parque Padre Hurtado de Santiago, Chile. Se transmitió por Canal 13, y fue presentado por Ángeles Araya y Sergio Lagos.
A diferencia de la edición anterior, esta contó con público de manera presencial, unas 15 mil personas que debieron usar mascarilla y tener su pase de movilidad actualizado. La alcaldesa de Las Condes, Daniela Peñaloza, se refirió al evento de la siguiente forma: "Estamos orgullosos de tener el único festival televisado del país durante este verano, con artistas nacionales e internacionales, para todas las edades".

## Artistas

### Música[1]
- Luis Jara
- Yuri
- Ha*Ash
- Francisca Valenzuela

### Humor[1]
- Fusión Humor
- Javiera Contador

## Programación

### Día 1 (viernes 21)
| Nombre       | Género/Tipo                                                           | Lista de canciones | Ref.        |
| ------------ | --------------------------------------------------------------------- | --- | ----------- |
| Yuri         | Cantante de pop, balada, dance, ranchera, cumbia y regional mexicano. | Ver lista 1. «Este amor ya no se toca» 2. «Déjala» 3. «Dame un beso» 4. «Amiga mía» 5. «80's Medley» 6. «¿Qué te pasa?» 7. «Yo te pido amor» 8. «Ya no vives en mí» (Dueto con Pedraza) 9. «Maldita primavera» 10. «Detrás de mi ventana» 11. «El apagón» 12. «Hombres al borde de un ataque de celos» | [ 1 ] [ 3 ] |
| Fusión Humor | Quinteto humorístico.                                                 | | [ 1 ] [ 3 ] |
| Luis Jara    | Cantante de pop y baladas.                                            | Ver lista 1. «Quiero amanecerte lentamente» 2. «Amor prohibido» 3. «Qué puedo hacer / Me hace falta» 4. «No sé olvidarte» 5. «Las cosas cambian» 6. «El triste» 7. «Hay amores» 8. «Ámame» 9. «No sabía» 10. «Mañana» 11. «Enamorado» 12. «La última tentación» 13. «Déjalo» 14. «Un golpe de suerte»  | [ 1 ] [ 3 ] |

### Día 2 (sábado 22)
| Nombre               | Género/Tipo                                                               | Lista de canciones | Ref.        |
| -------------------- | ------------------------------------------------------------------------- | --- | ----------- |
| Ha*Ash               | Dúo de balada romántica, country, electropop, funk, pop latino, pop rock. | Ver lista 1. «Estés donde estés» 2. «Ojalá» 3. «Sé que te vas» 4. «Dos copas de más» 5. «¿Qué hago yo?» 6. «Te dejo en libertad» con Francisca Valenzuela 7. «Ex de verdad» 8. «100 años» 9. «Lo aprendí de ti» 10. «No te quiero nada» 11. «Perdón, perdón»                | [ 1 ] [ 3 ] |
| Javiera Contador     | Humorista de stand up.                                                    | | [ 1 ] [ 3 ] |
| Francisca Valenzuela | Cantante de pop, jazz, folk, rock alternativo y pop rock.                 | Ver lista 1. «Castillo de cristal» 2. «Prenderemos fuego al cielo» 3. «Tómame» 4. «Quiero verte más» 5. «Salú» 6. «Ven a buscarlo» con Soulfia 7. «Ya no se trata de ti» 8. «Al final del mundo» con Yorka 9. «Peces» 10. «Qué sería» 11. «La fortaleza» 12. «Buen soldado» | [ 1 ] [ 3 ] |